# La Chaleur
La Chaleur est un roman de Victor Jestin paru le 28 août 2019 aux éditions Flammarion ayant reçu la même année le prix littéraire de la vocation et le prix Femina des lycéens,.

## Résumé
L'ouvrage relate l'histoire de Léonard, un adolescent, en vacances dans un camping, qui assiste à l'accident d'Oscar, qui ivre, s’étrangle avec les cordes d’une balançoire. Il ne porte pas volontairement assistance à Oscar et décide de transporter son cadavre pour l’enterrer dans le sable, au bord de l'océan. Rongé par la culpabilité, Léonard hésite entre l'aveu et le secret.

## Éditions
- Éditions Flammarion, 2019  (ISBN 9782081478961)[4].